# Гедерн
Гедерн (нем. Gedern) — город в Германии, в земле Гессен. Подчинён административному округу Дармштадт. Входит в состав района Веттерау.  Население составляет 7493 человека (на 31 декабря 2010 года). Занимает площадь 75,24 км². Официальный код — 06 4 40 009.
Город подразделяется на 6 городских районов.

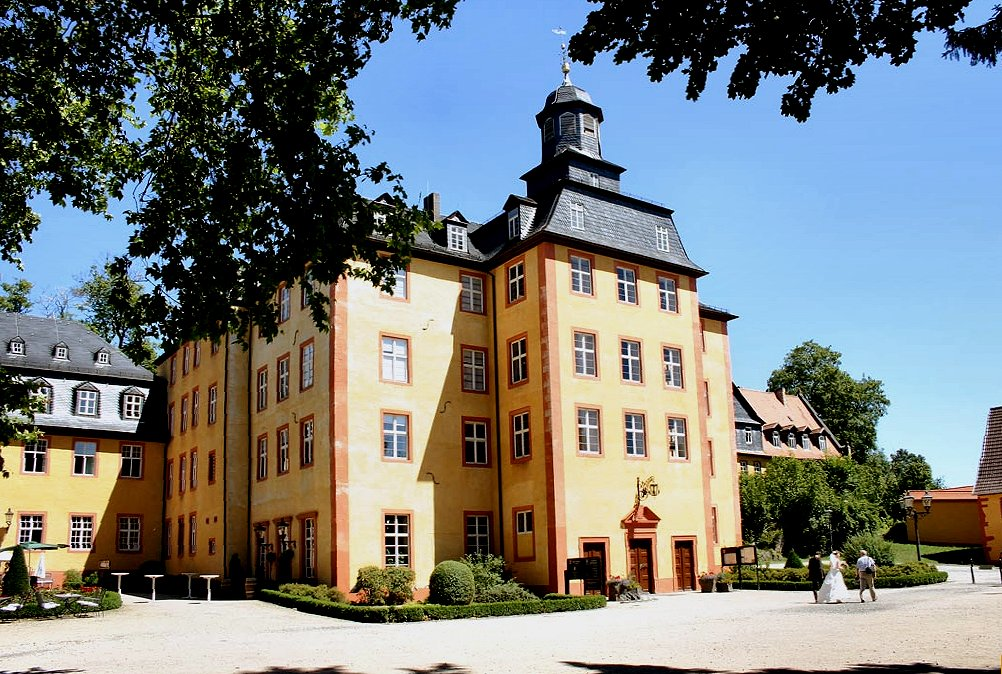
Гедерн